# Wonder Boy Returns
Wonder Boy Returns ist ein Jump ’n’ Run, ein Computerspiel, das von CFK für Nintendo Switch, Playstation 4, Windows veröffentlicht wurde. Es handelt sich um ein Remake von Wonder Boy von 1986. Am 23. Mai 2019 kam eine verbesserte Version namens Wonder Boy Returns Remix.

## Spielprinzip
Der Spieler steuert den Charakter Tom-Tom und das Ziel des Spiels war es, Tom-Toms Freundin Tanya zu befreien, die von dem Monster Drancon entführt worden war. Im Spiel gibt es zehn Welten, die in vier Levels unterteilt sind. Im letzten der Level gibt es einen Bossgegner. Als Waffe benutzt Tom-Tom seine Steinaxt. Außerdem muss der Spieler ständig Lebensmittel einsammeln, da die Gesundheitsanzeige des Charakters sinkt. Im Spiel gibt es zahlreiche Gegner zu bekämpfen, darunter große Schnecken, Schlangen und Bienen. Außerdem verbirgt sich im Spiel Gegenständen wie einem Skateboard oder einer magischen Elfe, wo man kurzzeitig unverwundbar wird. In jeden Levels gibt es sechs Checkpoints. Wenn der Spieler eine Punktzahl 50.000 Punkte, 100.000 Punkte und 200.000 Punkte erreicht, erhält Tom-Tom ein zusätzliches Leben.

## Veröffentlichung
Das Spiel wurde von CFK entwickelt und erschien zunächst am 12. Oktober 2016 auf Steam. Später kam die PlayStation-4-Version kam 30. März 2017 raus. Eine limitierte, physische PS4-Version wurde am 27. Januar 2019 von Strictly Limited Games veröffentlicht. Die verbesserte Version erschien am 23. Mai für Nintendo Switch.

## Rezeption
Wonder Boy Returns erhielt überwiegend schlechte Kritiken. Maniac! gab dem Spiel 32 von 100 Punkten und kritisierte die ruckelnde Grafik und das unpräzise Gameplay. Ntower hat dem Spiel eine Punktzahl von 5/10 gegeben und kritisierte ebenfalls die schlechte Grafik. NintendoLife bewertete das Spiel mit 7 von 10 Punkten.